# Komarna vas
Komarna vas (nemško Muckendorf ali Obertappelwerch) je naselje v Občini Semič.